# Didgeridoo

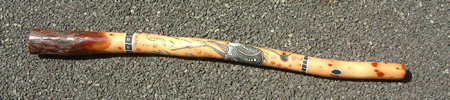
Ozdobne didgeridoo

Didgeridoo (IPA [dɪdʒərɪˈduː]) – instrument dęty australijskich Aborygenów.  
Nie istnieją żadne wiarygodne źródła, według których można by określić dokładnie, kiedy instrument ten został wynaleziony. Badania archeologiczne aborygeńskich malowideł skalnych w północnej Australii sugerują, że mieszkańcy rejonu Kakadu używają didgeridoo od przynajmniej 1500 lat.

## Nazewnictwo i etymologia
Sama nazwa instrumentu nie pochodzi od żadnego aborygeńskiego słowa, nie jest także onomatopeją, jak się popularnie uważa, ale pochodzi od irlandzkiego wyrażenia dudaire dubh znaczącego dosłownie „czarny trębacz”. Słowo to po raz pierwszy pojawiło się w druku w 1926 roku. Wśród Aborygenów północnej Australii istnieje wiele nazw tego instrumentu, najbardziej popularną z nich jest yirdaki wywodząca się z plemienia Yolngu, inne popularne nazwy to magu, kanbi, ihambilbilg.

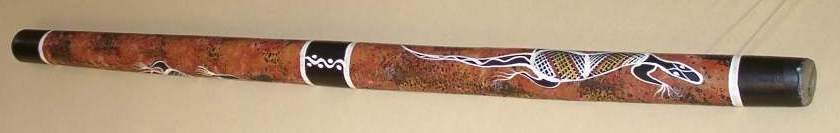
Didgeridoo

## Charakterystyka

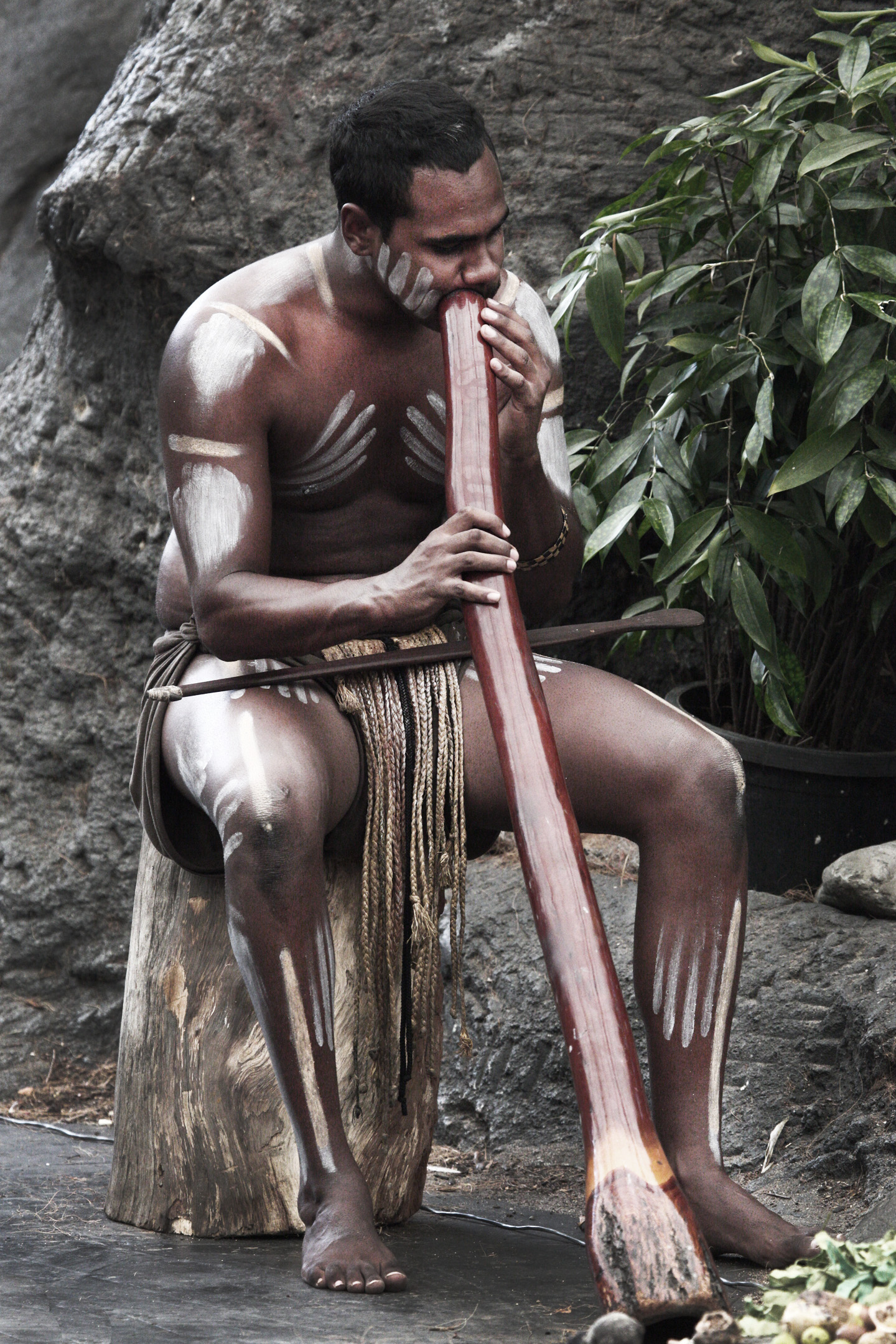
Aborygen gra na didgeridoo.

Didgeridoo ma kształt rury, zazwyczaj o długości od 1 do 1,5 m, bardzo rzadko spotyka się instrumenty krótsze lub dłuższe. Im dłuższy instrument, tym niższy wydaje dźwięk.
Autentyczne aborygeńskie didgeridoo robione są z lokalnych odmian eukaliptusów, zazwyczaj z głównego pnia drzewa, choć spotyka się instrumenty zrobione z bocznych gałęzi. Rzemieślnicy wytwarzający te instrumenty spędzają dużo czasu wyszukując odpowiednie drzewo, które musi w środku być wyjedzone przez termity, bez naruszenia zewnętrznej części pnia. Odpowiednie drzewo po ścięciu jest korowane i przycinane do odpowiedniej długości, jego środek jest często dodatkowo modelowany w celu osiągnięcia optymalnego dźwięku. Na węższy koniec jest nakładany ustnik, zazwyczaj z wosku pszczelego. Niektóre instrumenty malowane są w tradycyjne aborygeńskie wzory. Współcześnie produkowane instrumenty, szczególnie te przeznaczone na masową sprzedaż, są zazwyczaj robione z kawałka litego drzewa, w którym wiercony jest w środku kanał powietrzny.
Źródłem dźwięku są drgające wargi grającego. Jest on bogaty w wysokie alikwoty. Większość doświadczonych muzyków grających na didgeridoo wykorzystuje tzw. technikę oddechu cyrkulacyjnego, polegającą na równoczesnym dmuchaniu powietrzem z ust i wciąganiu go do płuc przez nos. Używając tej techniki, dobry muzyk może nieustannie grać jeden modulowany dźwięk tak długo, jak tylko chce. Na współczesnych nagraniach mistrzowie didgeridoo potrafią grać nieustannie przez parę godzin.
Dla Aborygenów zamieszkujących północną Australię, didgeridoo jest ważną częścią ich kultury i odgrywa kluczową rolę w wielu z ich tradycyjnych ceremonii, w czasie których na didgeridoo mogą grać tylko mężczyźni.
Większość didgeridoo, które można kupić w sklepach, jest masowo produkowana w fabrykach. Nawet jeżeli są robione ręcznie, to często ich wytwórcami nie są sami Aborygeni. Można napotkać instrumenty zrobione z plastiku, skóry, szkła i innych materiałów. Najprostszy sposób na uzyskanie taniego didgeridoo to po prostu przycięcie kawałka winylowej rury do odpowiedniej długości. Jest to znakomity instrument dla początkującego, który pragnie się nauczyć grać na didgeridoo.

## Zdrowie
Badanie z 2005 roku, opisane w British Medical Journal wskazuje na pozytywny wpływ nauki i praktyki gry na didgeridoo na problemy z chrapaniem i niedotlenieniem podczas snu. Jest to spowodowane wzmocnieniem muskulatury górnych dróg oddechowych, przez co zmniejsza się ich tendencja do zamykania się podczas snu. Wzmocnienie jest obserwowane wyraźnie, gdy grający opanował technikę oddechu cyrkulacyjnego.